# Yoshito Ōkubo
Yoshito Ōkubo (født 9. juni 1982) er en japansk professionel fodboldspiller, som spiller for den japanske fodboldklub Vissel Kobe. Han er angriber, og er også en del af det japanske fodboldlandshold. Ōkubo har spillet for flere forskellige klubber i sin karriere, herunder VfL Wolfsburg og RCD Mallorca.
Han var en del af den japanske trup ved VM i 2010 og VM i 2014.